# Covenham St Mary
Covenham St Mary – wieś i civil parish w Anglii, w Lincolnshire, w dystrykcie East Lindsey. W 2011 civil parish liczyła 135 mieszkańców.